# Qiao Hong
Qiao Hong (chinês: 李晓霞: Wuhan, 21 de novembro de 1968) é uma ex-mesa-tenista chinesa.

## Carreira
Qiao Hong representou seu país nos Jogos Olímpicos de 1992 e 1996, na qual conquistou a medalha de ouro em duplas em 1992 e 1996.